# Pino Cerami
Giuseppe 'Pino' Cerami (født 28. april 1922 i Misterbianco, Sicilien, Italien, død 20. september 2014) var en belgisk landevejscykelrytter. Han blev professionel i 1946 som en holduafhængig cykelrytter. Han blev født i Italien, men blev belgisk statsborger 16. marts 1956.
Cerami vandt flere klassikere og etapeløb i løvet af karrieren. Blandt andet vandt han Paris-Roubaix og La Flèche Wallonne i 1960.
Hvert år siden 1964 er proløbet GP Pino Cerami blevet afholdt i Belgien.